# Ermida de Nossa Senhora do Desterro (Ponta Delgada)

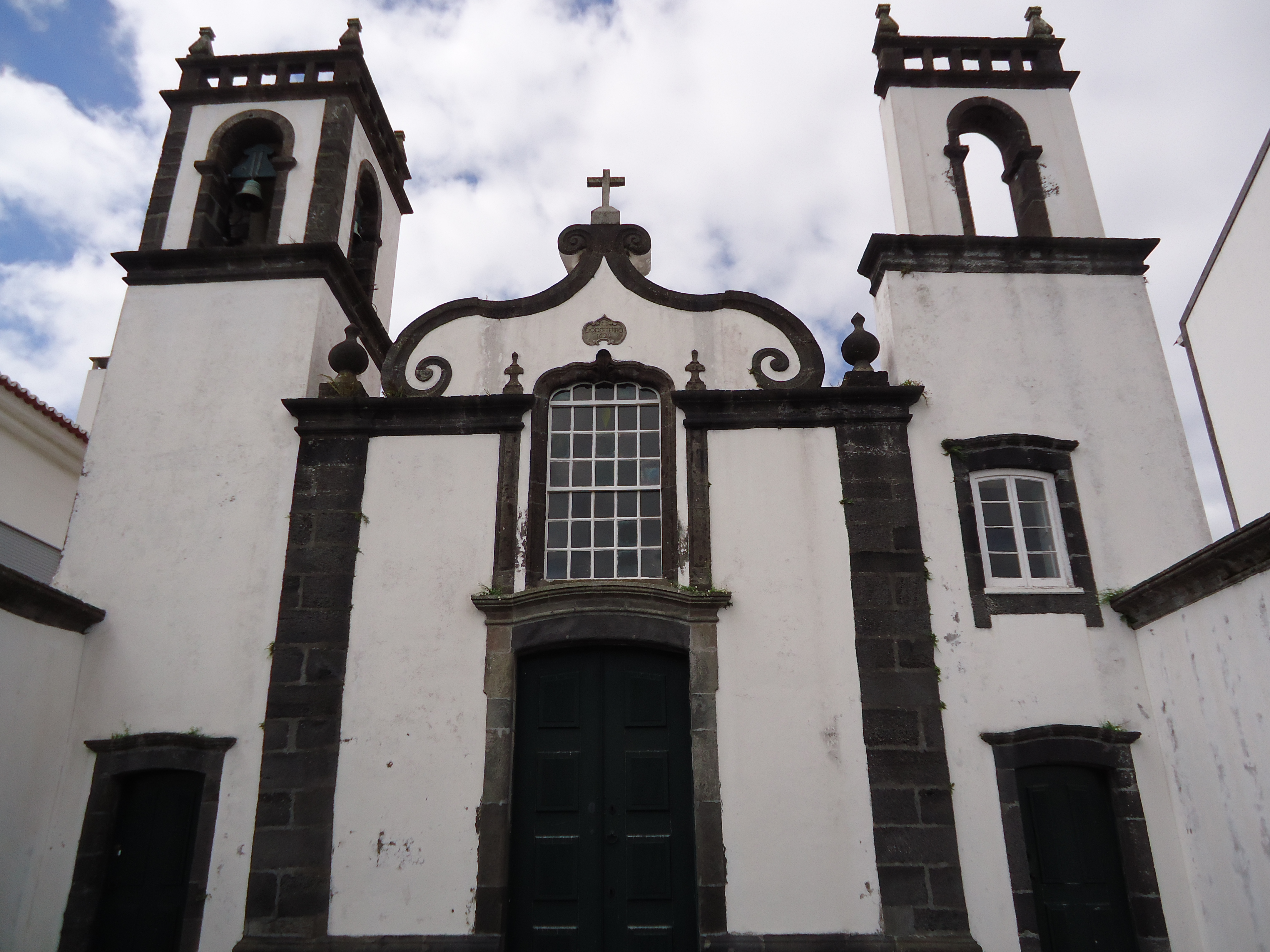
Ermida de Nossa Senhora do Desterro, Ponta Felgada: fachada.

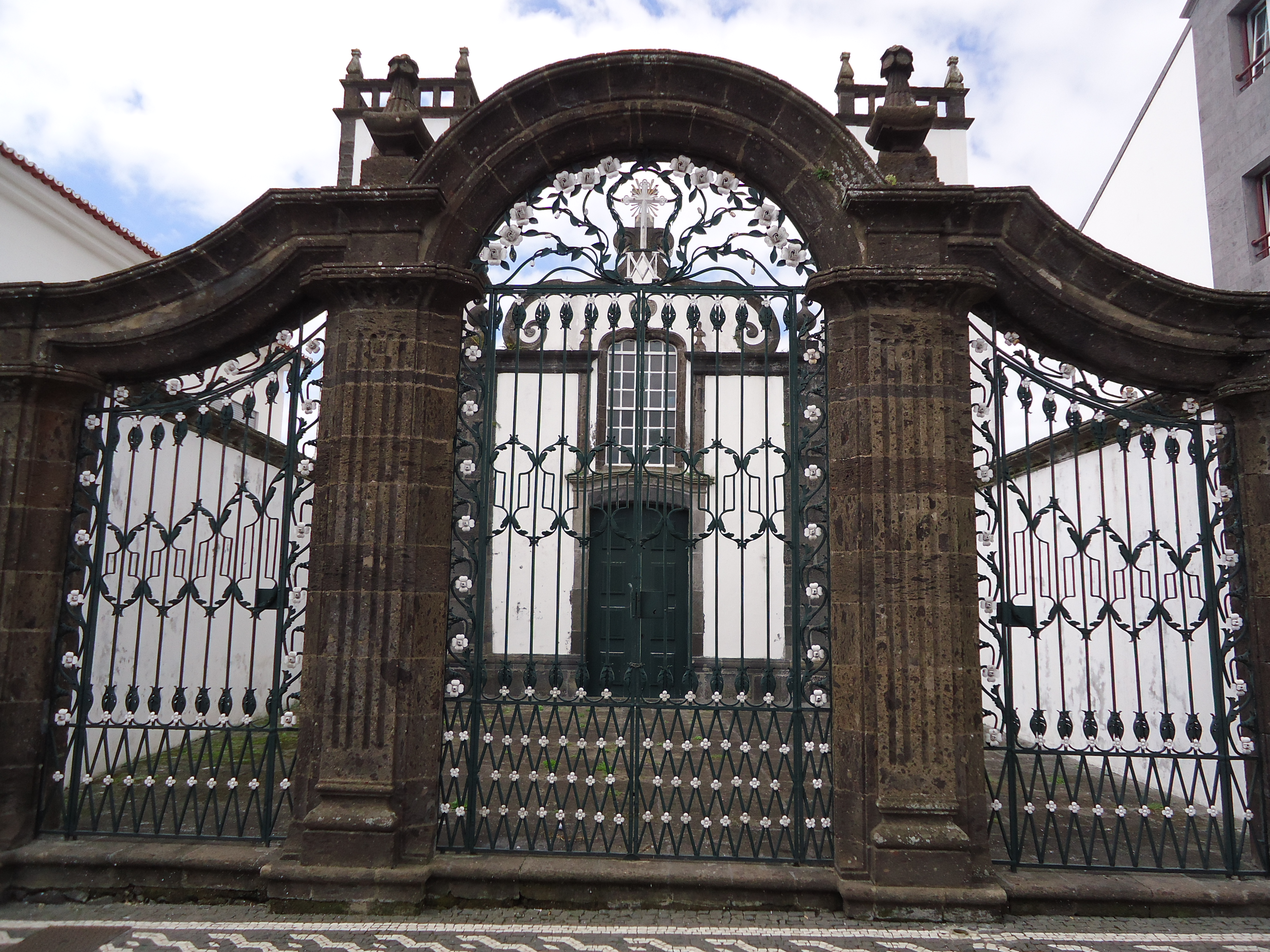
Ermida de Nossa Senhora do Desterro, Ponta Delgada: vista do portão exterior.

A Ermida de Nossa Senhora do Desterro localiza-se na freguesia de São José, na cidade e concelho de Ponta Delgada, na ilha de São Miguel, nos Açores.

## História
Como registado pelo pesquisador micaelense Ernesto do Canto, esta ermida foi erguida pelo Licenciado João Gonçalves Homem e dotada pelo Licenciado Francisco Nunes Bago e sua esposa Isabel da Costa Arruda com quinze alqueires de trigo de foro, por escritura datada de 5 de março de 1629, conforme consta do seu testamento, datado de 24 de julho de 1637 (n.º 1052 dos Testamentos da Relação dos Açores)
CANTO prossegue, esclarecendo que no processo n.º 436 dos Legados-Pios (antigo Cartório dos Resíduos) encontra-se um traslado desse testamento, feito pelo sobrinho do Licenciado, padre João de Robles, onde pela segunda verba se dispõe:
"Item disseram que o Doutor João Gonçalves Homem seu irmão e cunhado, fizera à custa de sua fazenda uma ermida de Nossa Senhora do Desterro, e eles ditos testadores pela singular devoção que tiveram sempre, à invocação desta Sereníssima Virgem do Desterro, deram e dotaram por escritura pública de sua fazenda, para património da dita ermida, quinze alqueires de pão trigo para sempre de renda, na mão, e propriedades de que é foreiro António da Mota morador nas Capelas termo desta cidade, e em virtude do dito dote para sempre o Senhor Bispo deste Bispado dera digo (sic) dera licença ao dito Doutor, e aceitava o dito dote por património da dita ermida para por virtude dele se fabricar como fabricou. E a pôs no honrado estado em que a Deus graças digno (sic) em que a Deus louvores, está, e que de palavra tratarão o dito Doutor. E ele dito seu irmão de que quando morresse teria sua sepultura, para si, e sua mulher, e filhos, e herdeiros, e descendentes no corpo da mesma Ermida para o lado esquerdo porque o direito era bem que sempre tocasse ao dito doutor, e seus descendentes pois farão os que à sua custa formaram, e fizeram o dito templo à dita Sereníssima Virgem do Desterro, e que por ele dito licenciado Bago, ser muito devoto da dita Senhora do Desterro, e o mesmo ser a dita Isabel da Costa de Arruda sua mulher eram contentes que levando-os Deus desta vida seus corpos sejam enterrados, e sepultados na mesma ermida no lado esquerdo dela como fica dito."
Pela terceira verba impõem sobre suas terças duas capelas de missas por suas almas, com responso sobre suas sepulturas, ditas pelo Padre João de Robles, pelas quais darão seis mil reis de esmola e dez tostões para vinho e cera, e quando este padre as não possa dizer seus herdeiros escolherão o sacerdote que lhes parecer.
A verba quarta diz na íntegra:
"Item manda que logo se compre uma campa da mesma grandura, e feitio da que está na cova do dito doutor, primeiro Padroeiro desta senhora sereníssima do desterro para que sempre se veja que são dois irmãos, que Deus foi servido fazer unidos, e amigos e que estão ambos sepultados, e abrigados debaixo da protecção, e amparo, de tão poderosíssima Senhora que tomou à sua conta favorecer esta família."
Em 11 de março de 1645, ainda se não havia posto a campa no seu lugar.
Por 1924, quando esta Ermida foi assobradada de novo, a expensas de António Domingues Miranda, já falecido, foi encontrada uma pedra de basalto com uma inscrição epigráfica, em letras maiúsculas, no lado do Evangelho. Para decifrá-la foi chamado o genealogista Rodrigo Rodrigues que, depois de a ler, insistiu para que se deixasse um alçapão sobre a campa, o que infelizmente se não se fez. Os dizeres da inscrição, desfeitas as abreviaturas e em ortografia atual, são:
"Sepultura do Licenciado João Gonçalves Homem, sua mulher e herdeiros"
O licenciado João Gonçalves Homem, construtor da ermida, foi o primeiro médico micaelense que se formou na Universidade de Coimbra. Era médico do partido da Câmara Municipal de Ponta Delgada e da Santa Casa de Misericórdia da mesma cidade. Desempenhou vários cargos de importância, como o de Ouvidor do Capitão Donatário, o de Procurador de D. João de Sousa de Ataíde (conde da Castanheira), o de Secretário da Câmara Municipal e o de Advogado da Santa Casa da Misericórdia. Faleceu em 16 de junho de 1633.
O licenciado Francisco Bago, que a dotou de trigo de renda, além de advogado em Ponta Delgada, exerceu também as funções de vereador e de juiz da Câmara Municipal em 1624.
Eram ambos de naturalidade micaelense e filhos de Nuno Gonçalves e Catarina d'Almeida, tendo frequentado a Universidade de Coimbra. Francisco formou-se em Cânones (1582-86), e João em Medicina (1598-1606), conforme está devidamente registado nas páginas 150-151 do volume XIV do "Arquivo dos Açores".

## Características
De acordo com Nestor de Sousa a atual fachada desta ermida seiscentista foi possivelmente reconstruída em fins do século XVIII. (SOUSA, Nestor de. "A Arquitectura Religiosa de Ponta Delgada nos Séculos XVI a XVIII".)
O seu frontispício é precedido por um amplo pátio, a que um arco joanino central dá acesso, fechado por portões de ferro forjado, indicando uma feitura muito posterior à construção da ermida, à qual foi anexado um campanário com balaústres pelo lado sul e a parede de uma sineira no lado oposto.
O seu interior é simples, destacando-se a capela-mor e o retábulo do altar-mor com um baixo-relevo da Sagrada Família fugindo a pé para o Egito, a que se juntou, no século XX, uma pequena imagem de Nossa Senhora de Fátima. Na frontaria da ermida, ao lado de uma das portas, escrita em azulejo, lê-se esta quadra: "Nossa Senhora de Fátima / Virgem Mãe do Redentor / Espalhai por toda a Ilha / As vossas bênção d'amor." A imagem da Senhora de Fátima foi ofertada por D. Eduarda da Cunha Miranda e é considerada a mais antiga de todas quantas chegaram a São Miguel. Remonta à época dessa doação a tradição, que ainda hoje se observa, de em cada dia 13 de cada mês a ermida permanecer aberta ao público e nela celebrar-se a Missa.